# 蔣中和
蒋中和，字本达，一字位公，晚号眉三子，靖江人，清朝政治人物、進士出身。

## 生平
順治十二年，登進士，历任蘭陽縣知縣，有《半农集》。